# Vilac
Vilac este un sat din municipiul Podgorica, Muntenegru. Conform datelor de la recensământul din 2003, localitatea are 27 de locuitori (la recensământul din 1991 erau 37 de locuitori).

## Demografie
În satul Vilac locuiesc 20 de persoane adulte, iar vârsta medie a populației este de 41,4 de ani (38,9 la bărbați și 43,7 la femei). În localitate sunt 8 gospodării, iar numărul mediu de membri în gospodărie este de 3,38.
Populația localității este foarte eterogenă.
|  |

| Demografie | Demografie | Demografie |
| An         | Locuitori  | Locuitori  |
| ---------- | ---------- | ---------- |
|            |            |            |
|            |            |            |
|            |            |            |
|            |            |            |
| 1948       | 103        |            |
| 1953       | 99         |            |
| 1961       | 79         |            |
| 1971       | 76         |            |
| 1981       | 51         |            |
| 1991       | 37         | 37         |
| 2003       | 27         | 27         |

| \| Componența etnică conform recensământului din 2003[2] \| Componența etnică conform recensământului din 2003[2] \| Componența etnică conform recensământului din 2003[2] \| Componența etnică conform recensământului din 2003[2] \| Componența etnică conform recensământului din 2003[2] \| \| ----------------------------------------------------- \| ----------------------------------------------------- \| ----------------------------------------------------- \| ----------------------------------------------------- \| ----------------------------------------------------- \| \| \| \| \| \| \| \| Sârbi \| Sârbi \| \| 14 \| 51,85% \| \| Muntenegreni \| Muntenegreni \| \| 11 \| 40,74% \| \| necunoscută \| necunoscută \| \| 0 \| 0% \| |              |  |    |        |
| Componența etnică conform recensământului din 2003 |              |  |    |        |
| |              |  |    |        |
| Sârbi | Sârbi        |  | 14 | 51,85% |
| Muntenegreni | Muntenegreni |  | 11 | 40,74% |
| necunoscută | necunoscută  |  | 0  | 0%     |